# Amphineurus (Amphineurus) tenuipollex
Amphineurus (Amphineurus) tenuipollex is een tweevleugelige uit de familie steltmuggen (Limoniidae). De soort komt voor in het Australaziatisch gebied.